# Адаптивный хоккей
Адаптивный хоккей (от англ. Disabled hockey) — это разновидность хоккея с шайбой на льду для спортсменов с инвалидностью. Зародился он в США. Занятия адаптивным хоккеем, как и другими видами адаптивной физической культуры и адаптивного спорта позволяют людям с инвалидностью существенно улучшить качество жизни, достичь значительных успехов в реабилитации и социальной адаптации.
Происходит физическая реабилитация:
- Дети с инвалидностью получают необходимые физические и кардионагрузки. У всех участников отмечается значительный прогресс в состоянии здоровья.
- Улучшается общее физическое состояние и трофика мышц.
- Появляются новые двигательные возможности.
- Уменьшается количество простудных заболеваний.

Происходит социальная адаптация:
- Педагоги и родители отмечают улучшение психоэмоционального фона детей.
- Появляется новый круг друзей с общим увлечением — хоккеем.
- Формируется взаимовыручка, ответственность за общий результат команды.
- Растет уверенность в своей социальной значимости.
- Усиливается стремление к жизни и новым победам.
- Улучшаются взаимоотношения в семье. Для родителей проект открывает возможность совместного активного участия в жизни детей, возможность увидеть их с другой стороны, поверить в достойное будущее для них и всей семьи.

## Виды адаптивного хоккея
В мировой практике существует 6 дисциплин адаптивного хоккея:
- Следж-хоккей (хоккей на санях)
- Хоккей для незрячих (для людей с нарушениями зрения — полностью незрячих и слабовидящих)
- Специальный хоккей (для людей с ментальными особенностями)
- Хоккей для людей с нарушениями слуха (глухих и слабослышащих)
- Вертикальный хоккей для людей с ампутацией
- Хоккей для ветеранов боевых действий

Следж-хоккей или хоккей на санях входит в программу зимних Паралимпийских игр.

## Адаптивный хоккей в России
В России представлено четыре вида адаптивного хоккея: следж-хоккей, хоккей для незрячих, специальный хоккей, хоккей для глухих.
Лучшие игроки взрослых следж-хоккейных клубов представляют Сборную России на Паралимпийских играх. В 2014 году на Паралимпиаде в Сочи Сборная России по следж-хоккею стала серебряным призером.
Развитием детско-юношеского адаптивного хоккея в России занимается Федерация адаптивного хоккея.